# Consejería de Movilidad, Transporte y Vivienda
La Consejería de Movilidad, Transporte y Vivienda es una consejería que forma parte de la Junta de Extremadura. Su actual consejera y máximo responsable es Leire Iglesias Santiago. Esta consejería ejerce las competencias autonómicas en materia de infraestructuras viarias, transporte y vivienda.

## Estructura Orgánica
- Consejera: Leire Iglesias Santiago
  - Secretaría General
  - Dirección General de Vivienda
  - Dirección General de Transportes
  - Dirección General de Arquitectura y Calidad de la Edificación
  - Dirección General de Movilidad e Infraestructuras Viarias